# حسن صفری
حسن صفری (زاده ۱۳۷۹/۷/۵) اهل ایران است. اصالتاً اهل روستای مرز از توابع بخش فورگ شهرستان داراب استان فارس است..

## آدرس صفحه مجازی وی
___Hasan_safari@